# かんのや
株式会社かんの屋は、福島県郡山市に本社を置く菓子製造販売メーカー。主力商品として、家伝ゆべしやくるみゆべしがある他、純米煎餅、会津あかべぇサブレーなど、洋菓子を含む様々な菓子類を製造、販売する。
三万石や柏屋などとともに、郡山を代表する菓子メーカーの一つとして知られる。

## 沿革
- 1860年 - 菅野文助、城下町三春に於いて「菅野屋」の名で柚餅子の製造を始める[3]
- 1961年 - 郡山店（郡山駅前）開店
- 1962年 - 株式会社へ組織変更
- 1972年 - 本社工場完成（郡山市西田町）
- 1976年 - 郡山インター店開店
- 1982年 - 本店文助開店（郡山市西田町）
- 1992年 - かんの郡山ビル完成
- 1998年 - 三春インター店開店
- 2002年 - 株式会社梅桃桜三春工場完成（田村郡三春町）
- 2005年 - 郡山駅おみやげ館開店、郡山八山田店開店
- 2007年 - 仙台駅エスパル店開店
- 2010年 - いわき谷川瀬店開店
- 2011年
  - 福島野田町店開店
  - 須賀川インター店開店
- 2012年 - 福島駅エスパル福島店開店
- 2020年 - かんのやSNS「ふくしま四姉妹」開設

## 家伝ゆべし

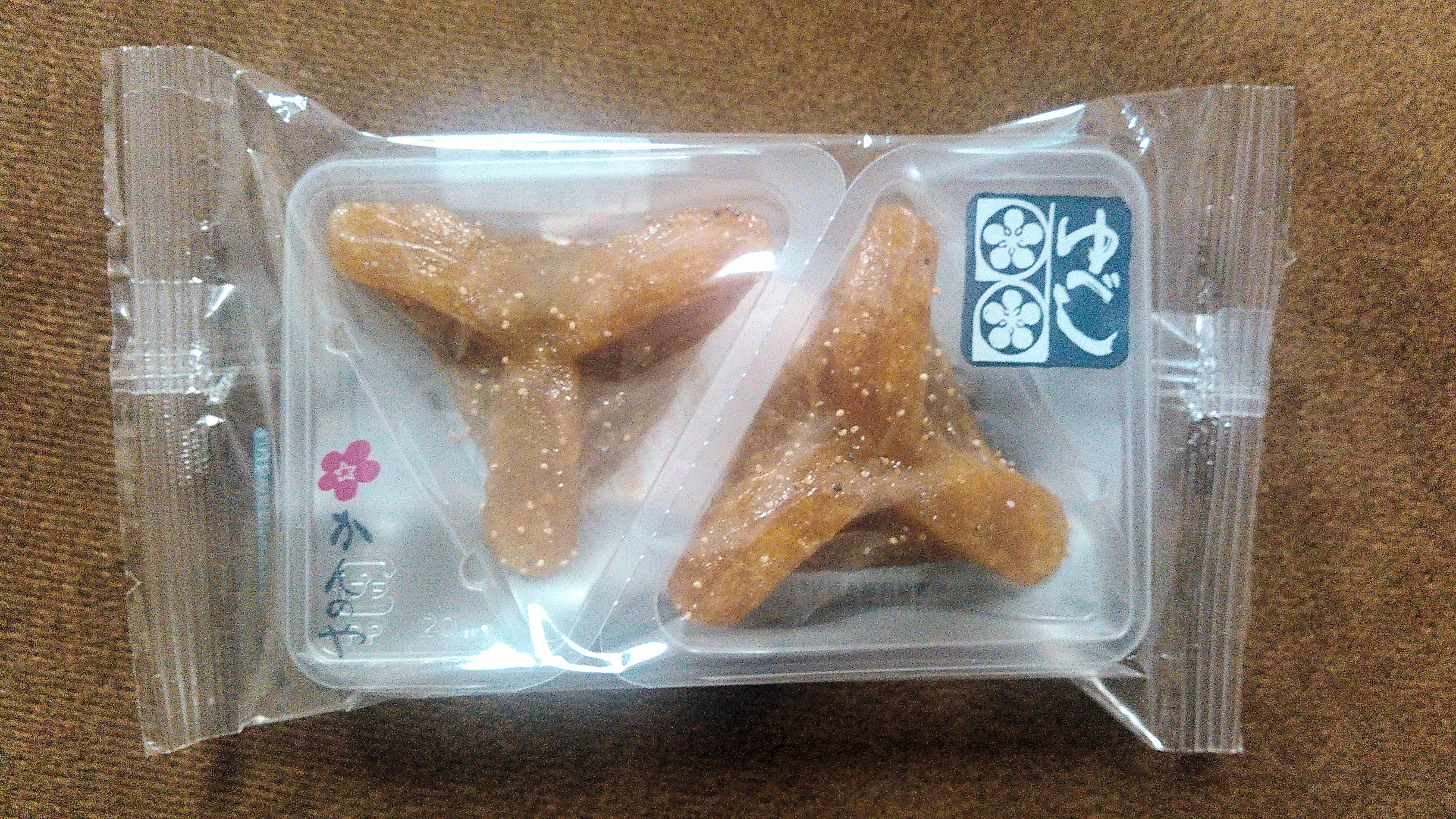
家伝ゆべし

かんのやの主力商品のゆべし。鶴が翼を広げた姿にも見える独特の形をしており、これは三春城（別名：舞鶴城）主の田村義顕の祖先である坂上田村麻呂が2羽の丹頂鶴に育てられたという故事に由来する。
通常の「家伝ゆべし」はこしあんが包まれたものが販売されているが、春には「家伝ゆべし さくらあん」、初夏は「家伝ゆべし 抹茶あん入り」、秋は「家伝ゆべし 栗入りあん」、冬は「家伝ゆべし 柚子入りあん」が販売される他、会津山塩あん入りといった地域の名物を生かしたものも用意されている。